# رنان سيراميكي
الرَّنَّانُ السِّيرَامِيكِيُّ هُوَ مُكَوِّنْ إِلِكْتِرُونِيٌّ يَتَكَوَّنُ مِنْ قِطْعَةٍ مِنْ مَادَّةً خَزَفِيَّةٍ كَهَرْضَغَطِيَّةٍ مُتَّصِلَةٍ بِقُطْبَيْنِ أَوْ أَكْثَرَ مِنْ الْأَقْطَابِ الْمَعْدِنِيَّةِ. عِنْدَ التَّوْصِيلِ فِي دَائِرَةٍ مُذَبْذَبٍ إِلِكْتِرُونِيٌّ، تُوَلِّدُ الِاهْتِزَازَاتُ الْمِيكَانِيكِيَّةُ الرَّنَّانَةُ فِي الْجِهَازِ إِشَارَةُ مُتَذَبْذِبَةٌ لِتَرَدُّدٍ مُعَيَّنٍ. مِثْلَ بَلْوَرَةِ الْكُوَارْتِزْ الْمُمَاثِلَةِ، يَتِمُّ اسْتِخْدَامُهَا فِي الْمُذَبْذَبَاتِ لِأَغْرَاضٍ مِثْلَ تَوْلِيدِ إِشَارَةِ السَّاعَةِ الْمُسْتَخْدَمَةِ لِلتَّحَكُّمِ فِي التَّوْقِيتِ فِي أَجْهِزَةِ الْكُمْبِيُوتَرِ وَأَجْهِزَةِ الْمَنْطِقِ الرَّقْمِيِّ الْأُخْرَى، أَوْ تَوْلِيدِ إِشَارَةِ النَّاقِلِ فِي أَجْهِزَةِ الْإِرْسَالِ وَالِاسْتِقْبَالِ الرَّادِيَوِيَّةِ التَّنَاظُرِيَّةِ.
مَصْنُوعَةُ رَنَّانَاتِ السِّيرَامِيكِ عَالِيَةِ الِاسْتِقْرَارِ كَهَرْضُغَطِيَّةٍ وَمُكَوّنَةٍ مِنْ تِيتَانَاتِ زَرْكُونَاتِ الرَّصَاصِ الَّذِي يَعْمَلُ بِمَثَابَةِ مِيكَانِيكِي مَرْنَانْ. أَثْنَاءَ التَّشْغِيلِ، تُحَفِّزُ الِاهْتِزَازَاتُ الْمِيكَانِيكِيَّةُ جُهْدًا مُتَذَبْذِبًا فِي الْأَقْطَابِ الْكَهْرَبَائِيَّةِ الْمُتَّصِلَةِ بِسَبَبِ الْكَهْرَبَاءِ الِانْضِغَاطِيَّةِ لِلْمَادَّةِ. يُحَدِّدُ سَمَكُ الرَّكِيزَةِ الْخَزَفِيَّةِ تَرَدُّدُ الرَّنِينِ لِلْجِهَازِ.

## الحزم
تحتوي حزمة الرنان السيراميكي النموذجية على وصلتين أو ثلاث وصلات. عادةً ما تكون الأجهزة ذات الدبوس مجرد الرنانات نفسها، في حين أن الأجهزة الثلاثة وأحيانًا الأربعة عبارة عن مرشحات، وغالبًا ما تُستخدم في أجهزة راديو البث AM وFM بالإضافة إلى العديد من تطبيقات الترددات اللاسلكية الأخرى. إنها تأتي في كل من الأصناف المثبتة على السطح ومن خلال الفتحات مع عدد من آثار الأقدام المختلفة. يحدث التذبذب عبر اثنين من المسامير (الوصلات). الدبوس الثالث (إذا كان موجودًا، عادةً الدبوس المركزي) متصل بالأرض.

## التطبيقات
يمكن استخدام الرنانات الخزفية كمصدر لإشارة الساعة للدوائر الرقمية مثل المعالجات الدقيقة حيث دقة التردد ليست بالغة الأهمية. الكوارتز لديه تفاوت تردد 0.001٪، بينما تيتانات زركونات الرصاص لديه تفاوت 0.5٪.
يتمُّ استخدامها في دوائر التوقيت لمجموعة واسعة من التطبيقات مثل أجهزة التلفزيون وأجهزة الفيديو والأجهزة الإلكترونية للسيارات والهواتف وآلات التصوير والكاميرات وأجهزة توليف الصوت ومعدات الاتصال وأجهزة التحكم عن بعد والألعاب. غالبًا ما يستخدم الرنان السيراميكي بدلاً من بلورات الكوارتز كمساعة مرجعية أو مولد إشارة في الدوائر الإلكترونية نظرًا لتكلفته المنخفضة وحجمه الأصغر.
يمكن أن يكون النطاق الترددي المنخفض Q والأعلى الذي يمكن تحقيقه مفيدًا في استخدام مذبذب بلوري (TCXO)، المذبذبات البلورية المعوضة لدرجة الحرارة. يمكن «سحب» تردد المذبذب في نطاق أوسع من استخدام الكريستال عالي الجودة. يتيح ذلك نطاقًا أوسع من التعديلات، والتي قد تكون حاسمة في الأجهزة التي تعمل في درجات حرارة قصوى (منخفضة بشكل خاص) حيث يمكن أن يؤدي اعتماد البلورة على درجة الحرارة والتردد إلى خارج النطاق القابل للسحب للتردد المطلوب.

## فلاتر السيراميك
تبدو رنانات السيراميك مشابهة لمرشحات السيراميك. كثيرا ما تستخدم المرشحات الخزفية في مراحل IF لمستقبلات التجانس الفائق. في الأصل، تم استخدام المرشحات الخزفية كمرشحات منخفضة التكلفة جدًا لأجهزة استقبال البث الإذاعي، كلا المجموعتين ذات الموجات المتوسطة مع IFs نموذجية تبلغ 455 مجموعات البث kHz و FM مع مراحل IF عند حوالي 10.7 ميغا هيرتز. ومع ذلك، نظرًا لتحسن الأداء بشكل ملحوظ، يتم استخدامها في العديد من تطبيقات التردد اللاسلكي الأخرى أيضًا. >